# Scharffia chinja
Espèce
Scharffia chinja est une espèce d'araignées aranéomorphes de la famille des Cyatholipidae.

## Distribution
Cette espèce est endémique de Tanzanie.

## Description
Le mâle holotype mesure 2,64 mm et la femelle paratype 2,58 mm.

## Publication originale
- Griswold, 1997 : Scharffia, a remarkable new genus of spiders from East Africa (Araneae, Cyatholipidae). The Journal of Arachnology, vol. 25, p. 269-287 (texte intégral).